# Federico Magallanes
Gerardo Federico Magallanes González (Montevideo, 22 agosto 1976) è un ex calciatore uruguaiano, di ruolo attaccante.

## Carriera

### Club
Inizia la carriera nel Peñarol per poi trasferirsi, nel 1996, agli italiani dell'Atalanta.
A Bergamo, dove rimane per due anni, non ha molta fortuna; ciò nonostante nel 1998 viene tesserato dal Real Madrid, dove tuttavia rimane solo pochi mesi prima di passare al Racing Santander, dove gioca fino al 2001 con alterne fortune, tranne che per una stagione, nel 2000, dove ben figura al Defensor Sporting.
Tornato in Italia, veste le maglie di Venezia (Serie A 2001-2002) e Torino (Serie A 2002-2003). Tra il 2004 e il 2005 transita per diverse società iberiche prima di fermarsi temporaneamente, riprendendo l'attività nella stagione 2006-2007 con i francesi del Digione. Rimane inattivo per una seconda volta fino al settembre 2008 quando si accasa al Mérida, squadra della terza serie spagnola, ritirandosi tuttavia definitivamente nel marzo 2009.

### Nazionale
Con la maglia della nazionale uruguaiana ha esordito nel 1995 in una gara amichevole contro Israele. Successivamente  ha disputato la Coppa America 1999, giungendo al secondo posto dietro al Brasile. Le ultime partite le ha giocate al campionato del mondo 2002 disputato in Corea del Sud e Giappone.
Dopo i Mondiali 2002 non ha più disputato alcuna partita in Nazionale, con cui ha giocato 26 partite segnando 6 reti tra il 1995 e il 2002.

## Statistiche

### Cronologia presenze e reti in nazionale
| Cronologia completa delle presenze e delle reti in nazionale ― Uruguay | Cronologia completa delle presenze e delle reti in nazionale ― Uruguay | Cronologia completa delle presenze e delle reti in nazionale ― Uruguay | Cronologia completa delle presenze e delle reti in nazionale ― Uruguay | Cronologia completa delle presenze e delle reti in nazionale ― Uruguay | Cronologia completa delle presenze e delle reti in nazionale ― Uruguay | Cronologia completa delle presenze e delle reti in nazionale ― Uruguay | Cronologia completa delle presenze e delle reti in nazionale ― Uruguay |
| Data                                                                   | Città                                                                  | In casa                                                                | Risultato                                                              | Ospiti                                                                 | Competizione                                                           | Reti                                                                   | Note                                                                   |
| ---------------------------------------------------------------------- | ---------------------------------------------------------------------- | ---------------------------------------------------------------------- | ---------------------------------------------------------------------- | ---------------------------------------------------------------------- | ---------------------------------------------------------------------- | ---------------------------------------------------------------------- | ---------------------------------------------------------------------- |
| 20-9-1995                                                              | Gerusalemme                                                            | Israele                                                                | 3 – 1                                                                  | Uruguay                                                                | Amichevole                                                             | -                                                                      | 46’                                                                    |
| 11-10-1995                                                             | Salvador                                                               | Brasile                                                                | 2 – 0                                                                  | Uruguay                                                                | Amichevole                                                             | -                                                                      | 80’                                                                    |
| 24-5-1998                                                              | Santiago del Cile                                                      | Cile                                                                   | 2 – 2                                                                  | Uruguay                                                                | Amichevole                                                             | -                                                                      | 55’                                                                    |
| 17-6-1999                                                              | Ciudad del Este                                                        | Paraguay                                                               | 2 – 3                                                                  | Uruguay                                                                | Amichevole                                                             | 2                                                                      | 46’                                                                    |
| 1-7-1999                                                               | Asunción                                                               | Uruguay                                                                | 0 – 1                                                                  | Colombia                                                               | Coppa America 1999 - 1º turno                                          | -                                                                      | 90’                                                                    |
| 7-7-1999                                                               | Luque                                                                  | Argentina                                                              | 2 – 0                                                                  | Uruguay                                                                | Coppa America 1999 - 1º turno                                          | -                                                                      |                                                                        |
| 10-7-1999                                                              | Asunción                                                               | Paraguay                                                               | 1 – 1 dts (3 - 5 dtr)                                                  | Uruguay                                                                | Coppa America 1999 - Quarti di finale                                  | -                                                                      | Ammonizione                                                            |
| 13-7-1999                                                              | Asunción                                                               | Uruguay                                                                | 1 – 1 dts (5 - 3 dtr)                                                  | Cile                                                                   | Coppa America 1999 - Semifinale                                        | -                                                                      |                                                                        |
| 18-7-1999                                                              | Asunción                                                               | Uruguay                                                                | 0 – 3                                                                  | Brasile                                                                | Coppa America 1999 - Finale                                            | -                                                                      |                                                                        |
| 26-7-2000                                                              | Montevideo                                                             | Uruguay                                                                | 0 – 0                                                                  | Perù                                                                   | Qual. Mondiali 2002                                                    | -                                                                      |                                                                        |
| 15-8-2000                                                              | Bogotà                                                                 | Colombia                                                               | 1 – 0                                                                  | Uruguay                                                                | Qual. Mondiali 2002                                                    | -                                                                      | 85’                                                                    |
| 3-9-2000                                                               | Montevideo                                                             | Uruguay                                                                | 4 – 0                                                                  | Ecuador                                                                | Qual. Mondiali 2002                                                    | 1                                                                      | 63’                                                                    |
| 8-10-2000                                                              | Buenos Aires                                                           | Argentina                                                              | 2 – 1                                                                  | Uruguay                                                                | Qual. Mondiali 2002                                                    | 1                                                                      | 57’ 87’                                                                |
| 15-11-2000                                                             | La Paz                                                                 | Bolivia                                                                | 0 – 0                                                                  | Uruguay                                                                | Qual. Mondiali 2002                                                    | -                                                                      | 50’ 56’                                                                |
| 24-4-2001                                                              | Santiago del Cile                                                      | Cile                                                                   | 0 – 1                                                                  | Uruguay                                                                | Qual. Mondiali 2002                                                    | -                                                                      |                                                                        |
| 1-7-2001                                                               | Montevideo                                                             | Uruguay                                                                | 1 – 0                                                                  | Brasile                                                                | Qual. Mondiali 2002                                                    | 1                                                                      | 53’ 71’                                                                |
| 4-9-2001                                                               | Lima                                                                   | Perù                                                                   | 0 – 2                                                                  | Uruguay                                                                | Qual. Mondiali 2002                                                    | -                                                                      | 65’                                                                    |
| 7-10-2001                                                              | Montevideo                                                             | Uruguay                                                                | 1 – 1                                                                  | Colombia                                                               | Qual. Mondiali 2002                                                    | 1                                                                      | 7’ 46’                                                                 |
| 14-11-2001                                                             | Montevideo                                                             | Uruguay                                                                | 1 – 1                                                                  | Argentina                                                              | Qual. Mondiali 2002                                                    | -                                                                      |                                                                        |
| 20-11-2001                                                             | Melbourne                                                              | Australia                                                              | 1 – 0                                                                  | Uruguay                                                                | Qual. Mondiali 2002                                                    | -                                                                      | 71’                                                                    |
| 25-11-2001                                                             | Montevideo                                                             | Uruguay                                                                | 3 – 0                                                                  | Australia                                                              | Qual. Mondiali 2002                                                    | -                                                                      | 65’                                                                    |
| 27-3-2002                                                              | Dammam                                                                 | Arabia Saudita                                                         | 3 – 2                                                                  | Uruguay                                                                | Amichevole                                                             | -                                                                      | 93’                                                                    |
| 17-4-2002                                                              | Milano                                                                 | Italia                                                                 | 1 – 1                                                                  | Uruguay                                                                | Amichevole                                                             | -                                                                      | 66’                                                                    |
| 12-5-2002                                                              | Washington                                                             | Stati Uniti                                                            | 2 – 1                                                                  | Uruguay                                                                | Amichevole                                                             | -                                                                      | 46’                                                                    |
| 1-6-2002                                                               | Ulsan                                                                  | Uruguay                                                                | 1 – 2                                                                  | Danimarca                                                              | Mondiali 2002 - 1º turno                                               | -                                                                      | 87’                                                                    |
| 6-6-2002                                                               | Busan                                                                  | Francia                                                                | 1 – 1                                                                  | Uruguay                                                                | Mondiali 2002 - 1º turno                                               | -                                                                      | 60’                                                                    |
| Totale                                                                 |                                                                        | Presenze                                                               | 26                                                                     |                                                                        | Reti                                                                   | 6                                                                      |                                                                        |

## Palmarès
- Campionato uruguaiano: 3

Peñarol: 1994, 1995, 1996